# Arla (bướm đêm)
Arla là một chi bướm đêm trong họ Gelechiidae.